# Physospermum aquilegifolium
Physospermum aquilegifolium är en flockblommig växtart som först beskrevs av Carlo Allioni, och fick sitt nu gällande namn av Wilhelm Daniel Joseph Koch. Physospermum aquilegifolium ingår i släktet Physospermum och familjen flockblommiga växter. Inga underarter finns listade i Catalogue of Life.